# ماتيوس غاليانو نير
ماتيوس غاليانو نير (بالعبرية: גל ניר‏) هو لاعب كرة قدم إسرائيلي في مركز حراسة المرمى، ولد في 30 مارس 1983 في ريشون لتسيون في إسرائيل. شارك مع منتخب إسرائيل تحت 21 سنة لكرة القدم. أما مع النوادي، فقد لعب مع مكابي أخاء الناصرة ومكابي نتانيا ونادي مكابي تل أبيب.

## وصلات خارجية
- ماتيوس غاليانو نير على موقع قاعدة بيانات كرة القدم.إي يو (الإنجليزية)
- ماتيوس غاليانو نير على موقع عالم كرة القدم.نت (الإنجليزية)